# Засаждане
Ако със сеитбата се създава посев чрез заравяне (инкорпориране) на семето в почвата на определена дълбочина, то чрез засаждането се създава посев или насаждение чрез заравяне на клубени, кореноплоди, предварително произведен разсад или посадъчен материал. Ето защо, еднакво погрешно е да се каже „засадих пшеницата“ и „засях ябълки“ (освен ако не става дума за сеитба на семена от ябълки, от които ще се произведат подложки).

## Засаждане на клубени
Клубени са вегетативни части на растението, които както за ядене така стават и за размножаване. Видове клубени са картофи, лук, цвекло, джинджифил и др. Засаждането на картоф в промишлени посеви обикновено е редово, а в малки – гнездово. Първият начин позволява механизирано отглеждане и прибиране на културата. Обикновено се засаждат клубени с маса 50–60 грама и необходимото количество за 1 дка е 200–250 кг. За големи площи се използва картофосадачна машина.

## Засаждане на разсад
Чрез разсад се отглеждат редица зеленчукови култури – домати, пипер, патладжан, зеле и др., а от полските култури чрез разсад се отглежда тютюна.
Производството на разсад става най-често в култивационни съоръжения, а след достигане на определен размер и фаза, разсадът се изнася и засажда на полето. Едновременно с разсаждането става и поливане на засадените растения. За засаждането на големи площи се използват разсадосадачни машини.

## Засаждане на щеклинги
Това е единственият начин за семепроизводство на някои култури – цвекло, моркови, зеле и др.
При цвеклото и морковите, след изваждане на кореноплодите наесен се запазват елитни кореноплоди, които се съхраняват в специални траншеи (ровници). Елитни глави от зеле се съхраняват в тъмни и сухи помещения. Засаждането става от края на ноември до февруари. Полето се засаждането им се маркира, изкопават се бразди, в които се заравят щеклингите.

## Засаждане на трайни насаждения
За засаждане на овощни градини и лозя се използва присаден върху дива подложка културен сорт и вкоренен посадъчен материал. Посадъчният материал се произвежда в специализирани разсадници.
Създаването на трайни насаждения е сложна дейност и е свързана с големи инвестиции, поради което ще бъде разгледана отделно.